# Tomosvaryella pseudophanes
Tomosvaryella pseudophanes är en tvåvingeart som först beskrevs av Perkins 1905.  Tomosvaryella pseudophanes ingår i släktet Tomosvaryella och familjen ögonflugor. Inga underarter finns listade i Catalogue of Life.